# 増命
増命（ぞうみょう、承和10年（843年） - 延長5年11月11日（927年12月7日））は、平安時代前期の天台宗の僧。父は左大史桑内安峰。死後に静観僧正の号を下賜される。第10代天台座主（在任：延喜6年10月17日 - 延喜22年5月26日）。

## 生涯
比叡山西塔院の延最に師事、円仁から天台教学を学び、円珍から灌頂を受けた。貞観10年（868年）、当時の清和天皇のために『宗論御八講』を著す。仁和元年（888年）、西塔院主となり、比叡山の他の院に比べて衰微していた西塔の再興に尽力する。昌泰2年（899年）、園城寺長吏、延喜6年（906年）には天台座主に任じられた。宇多法皇の出家の際、受戒・受灌の師となり、増命のいた西塔院・千光院を法皇がしばしば訪問している。また、宮中において玉体安泰などの祈願をしばしば行っている（特にこの頃は菅原道真の怨霊の噂が絶えず、皇太子保明親王急死の折には百日にわたる修法を行っている。またこの頃唐から漂着した僧侶が胸の病に苦しんでいる事を知って祈祷を施して平癒させている）。延喜15年（915年）、少僧都に昇任し、延長3年（925年）には僧正に至った。延長5年（927年）、奏上して自らに灌頂した師である円珍に智証大師の号を下賜されるのに尽力した。同年中に死去したため、下賜されるのを見る事は無かった。